# 王鸿钧
王鸿钧（1909年2月12日—1929年），山西临猗县楚侯村人。字秀民，别号百举，曾用名王宏汉。出生于普通农民家庭。中国共产党第五次全国代表大会代表。

## 生平
1917年入私塾读书。1920年考入临猗县立第四高级小学。1923年考入太原的山西省立第一中学，参加学生运动。1924年初加入中国社会主义青年团，1924年春至1925年9月任山西省立第一中学团支部负责人。1925年转为中国共产党党员。五卅运动爆发后，参加太原的反帝爱国斗争。6月到榆次晋华纱厂开展工作。建立榆次青年团特别支部，开办工人业余夜校，建立纺织厂党的支部。1925年8月至9月，任中国社会主义青年团太原地方执行委员会执行委员、书记。8月在山西党团联席会议上，被推举为山西党、团日常工作主持人。
1925年冬，到运城从事建党工作，建立河东旅运青年社和读书会，为河东地区建党培养骨干力量。1925年11月至1926年4月，兼任中共山西省立第一中支部负责人、1925年12月至1927年2月任中共太原地方执行委员会执行委员兼组织部部长。1926年1月，入中共北方区委党校学习。3月学习结业回山西后，南下临汾从事建党工作，发展一批进步青年入党，建立中共平阳支部，还多次到霍州指导。1926年4月，到祁县吸收进步青年入党并建立中共祁县支部。期间还到平定县帮助建立中共平定特别支部。1926年6月至1927年7月，兼中共太原地委农民运动委员会书记。1926年夏再次赴河东，先后建立中共夏县支部、运城党支部和团支部，并建立国民党河东市党部。1926年冬以中共汾阳特支为基础，建立中共汾阳地方执行委员会。此期间曾在太原省立第一中学主持举办党员训练班。1927年3月起草《山西太原组织部工作报告》，总结山西党组织自1925年10月至1927年3月的发展情况。4月作为山西的正式代表赴武汉出席中国共产党第五次全国代表大会。1927年5月至8月任中共山西省委员会委员、组织部部长。1927年8月至1928年2月，任中共山西省临时委员会委员、代书记，着手恢复山西基层党组织。1927年8月，率山西省委机关由太原移至祁县乔家堡，建立省委办事处，负责巡视河东。至11月山西全省三分之一县份的党组织重新恢复和建立，后组织武装暴动遭到失败。
1928年2月，改任中共山西省委委员、宣传部部长，同时被选为出席中国共产党第六次全国代表大会代表。不久赴上海，途中在河南得知山西党组织遭到破坏，遂返回山西。重新组建中共山西临时省委，1928年4月至10月，任省委常务委员、省委书记。5月，中央来信批评了山西省委的左倾错误后，他到洪赵地区搞农村调查。因山西同中央失去联系，没有收到中共六大开会通知。8月到上海找到党中央，向中央写了详细的工作报告。同年冬离开上海乘船到海参崴，然后乘车穿过西伯利亚到莫斯科学习。在苏联受到党内斗争的迫害，1929年因病在苏联逝世。